# Codice Filippino
Per Codice Filippino (più precisamente CF 2 16) si intende un codice riportante parte della Divina Commedia di Dante Alighieri.

## Descrizione
Redatto a Napoli intorno alla metà del XIV secolo, è il più importante codice manoscritto della Commedia nell'ambito dell'Italia meridionale. Chiamato così perché conservato nella Biblioteca Oratoriana di Napoli - detta anche dei Filippini dal nome del fondatore dell'Ordine, il fiorentino san Filippo Neri - il codice, scoperto e analizzato nel 1865 da Errico Mandarini, è caratterizzato da centoquarantasei miniature «che si intercalano al testo o lo fiancheggiano entro riquadri con cornici». Benché prodotto a Napoli per una famiglia illustre, il manoscritto fu redatto da mano toscana.